# Centrum Systemów Telekomunikacyjnych
Centrum Systemów Telekomunikacyjnych – warszawski wieżowiec wybudowany w 1975 lub w połowie lat 80. XX w., znajdujący się przy ul. Nowogrodzkiej 47.
Należał do przedsiębiorstwa Polska Poczta, Telegraf i Telefon, a po jego podziale do Telekomunikacji Polskiej i jej następcy Orange Polska. W 2019 wieżowiec kupiła firma Zeitgeist Asset Management.
Ma 73 metry wysokości i 21 kondygnacji.